# 엑스박스 시스템 소프트웨어
엑스박스 시스템 소프트웨어(Xbox system software)는 마이크로소프트의 비디오 게임기인 엑스박스 전용으로 출시된 운영체제이다. 4세대 엑스박스 콘솔에 걸쳐 이 소프트웨어는 마이크로소프트 윈도우 버전을 기반으로 하며 홈 콘솔에 최적화된 DirectX 기능을 통합했다. 사용자 인터페이스인 엑스박스 대시보드는 게임, 미디어 플레이어 및 응용 프로그램에 대한 액세스를 제공하고 온라인 기능을 위해 엑스박스 네트워크와 통합된다.
원래 엑스박스 및 엑스박스 360용 소프트웨어의 초기 반복은 대폭 수정된 윈도우 버전을 기반으로 했지만 최신 콘솔은 마이크로소프트의 데스크톱 운영 체제와 고도로 호환되는 운영 체제를 갖추고 있어 개인 간 응용 프로그램 공유 및 개발 용이성을 컴퓨터와 엑스박스 라인 간에 허용한다.